# Chrystine Brouillet
Pour les articles homonymes, voir Brouillet (homonymie).
 (septembre 2016).
Chrystine Brouillet, née le 15 février 1958, à Loretteville, un des quartiers de Québec, est une écrivaine et chroniqueuse québécoise. Elle est connue pour sa série de romans policiers ayant pour héroïne la policière Maud Graham.

## Biographie
Elle a étudié au collège des Ursulines de Loretteville, puis au Collège Notre-Dame-de-Bellevue avant d'obtenir son baccalauréat en littérature à l'Université Laval. Après ses études, elle travaille pendant six ans comme serveuse dans un café.
Elle est principalement connue comme auteure, bien qu'elle tienne également une chronique littéraire et gastronomique sur les ondes de Radio-Canada. Si Chrystine Brouillet s'est fait connaître grâce à ses romans jeunesse, ce sont ses romans policiers, notamment la série ayant comme héroïne l'inspectrice de police Maud Graham, qui, selon les dires de sa créatrice, « est une assistante sociale déguisée en flic ».
Chrystine Brouillet est l'une des autrices les plus lues du Québec. Elle a également abordé le roman historique avec la trilogie de Marie LaFlamme. D'abord publiés au Québec, ses livres sont repris en France chez Denoël et dans la collection Folio chez Gallimard.

## Prix et hommages
Chrystine Brouillet publie son premier roman, Chère voisine, en 1982, pour lequel elle reçoit le prix Robert-Cliche. Pour Le Complot, elle reçoit le Prix Alvine-Bélisle (meilleur livre jeunesse de l'année). Appréciée des jeunes, elle reçoit en 1993 et en 1994 le Prix du Signet d'or (auteure préférée des jeunes). En 1995, elle se voit décorer du prix du public du Salon du livre de Montréal et de l'ordre de la Pléiade. En 2004, le Grand prix littéraire Archambault lui est décerné. En 2009, elle reçoit également le Prix Saint-Pacôme du roman policier pour son œuvre Promesses d'éternité. Les Printemps meurtriers de Knowlton lui décerne le Prix Tenebris (Catégorie Meilleur vendeur, littérature policière québécoise de langue française) en 2013 pour La chasse est ouverte, en 2014 pour Saccages et en 2016 pour Six minutes.
La Bibliothèque de sa ville de naissance, a été nommée en son honneur.

## Distinctions
- 2007 -  Membre de l'Ordre du Canada[5]

## Œuvre

### Romans

#### Série policièreMaud Graham
- 1987 : Le Poison dans l'eau - éditeur : Paris, Denoël, collection Sueurs froides -  (ISBN 2207233669)
- 1988 : Préférez-vous les icebergs ? - éditeur : Paris, Denoël, collection Sueurs froides -  (ISBN 2890850293) Réédition : La courte échelle (2012)  (ISBN 978-2-89695-388-2)
- 1995 : Le Collectionneur - éditeur : La courte échelle -  (ISBN 289021236X)
- 1996 : C'est pour mieux t'aimer mon enfant - éditeur : Montréal : La courte échelle -  (ISBN 2-89021-276-9)
- 1999 : Les Fiancées de l'enfer - éditeur : Montréal : La courte échelle -  (ISBN 2-89021-363-3)
- 2000 : Soins intensifs - éditeur : La courte échelle -  (ISBN 2-89021-425-7)
- 2003 : Indésirables - éditeur : La courte échelle -  (ISBN 2-89021-638-1)
- 2006 : Sans pardon - éditeur : La courte échelle -  (ISBN 2-89021-793-0)
- 2008 : Silence de mort - éditeur : La courte échelle -  (ISBN 978-2-89651-062-7)
- 2009 : Promesses d'éternité ; gagnant du Prix Saint-Pacôme du roman policier 2009 - éditeur : La courte échelle -  (ISBN 978-2-89651-264-5)
- 2010 : Sous surveillance - éditeur : La courte échelle  (ISBN 978-2-89651-320-8)
- 2011 : Double Disparition - éditeur : La courte échelle  (ISBN 978-2-89651-467-0)
- 2012 : La chasse est ouverte - éditeur : La courte échelle  (ISBN 978-2-89651-621-6)
- 2013 : Saccages - éditeur : La courte échelle  (ISBN 978-2-89695-539-8)
- 2015 : Six minutes - éditeur : Druide  (ISBN 978-2-89711-202-8)
- 2016 : Vrai ou faux - éditeur : Druide  (ISBN 978-2-89711-256-1)
- 2017 : À qui la faute? - éditeur : Druide  (ISBN 978-2-89711-341-4)
- 2019 : Dans son ombre - éditeur : Druide  (ISBN 978-2-89711-478-7)
- 2020 : Les Cibles - éditeur : Druide  (ISBN 978-2-89711-528-9)
- 2022 : Une de moins - éditeur : Druide  (ISBN 978-2-89711-640-8)
- 2023 : Le mois des morts - éditeur : Druide  (ISBN 978-2-89711-687-3)
- 2025 : Le regard des autres - éditeur : Druide  (ISBN 978-2-89711-755-9)

#### Série policièreLouise
- 1982 : Chère Voisine - éditeur : Montréal : Typo -  (ISBN 2-89295-097-X) - (Prix Robert-Cliche)
- 2014 : Louise est de retour - éditeur : Montréal : Éditions de l'homme  (ISBN 978-2-76193-994-2)
- 2015 : La mort mène le bal - éditeur : Montréal : Éditions de l'homme  (ISBN 978-2-76194-283-6)

#### TrilogieMarie LaFlamme
- 1990 : Marie LaFlamme - éditeur : Paris : Denoël -  (ISBN 2-207-23771-0)
- 1992 : Nouvelle-France - éditeur : Paris : Denoël -  (ISBN 2-207-23949-7)
- 1994 : La Renarde - éditeur : Paris : Denoël -  (ISBN 2-207-24031-2)

#### Romans jeunesse
- 1989 : Un jeu dangereux - éditeur : Montréal : La Courte échelle -  (ISBN 2-89021-105-3)
- 1991 : Une plage trop chaude - éditeur : Montréal : La Courte échelle -  (ISBN 2-89021-148-7)
- 1992 : Une Nuit très longue - éditeur : Montréal : La Courte échelle -  (ISBN 9782896510641)
- 1992 : Danger bonbons - éditeur : Paris : Syros -  (ISBN 2867384184)
- 1993 : Un rendez-vous troublant - éditeur : Montréal : La Courte échelle -  (ISBN 9782890218031)
- 1994 : Pas d'orchidée pour miss Andréa - éditeur : Montréal : La Courte échelle -  (ISBN 2-89021-207-6)
- 1995 : Mystère de Chine - éditeur : Montréal : La Courte échelle -  (ISBN 2-89021-189-4)
- 1995 : Un crime audacieux - éditeur : Montréal : La Courte échelle -  (ISBN 9782890212350)
- 1995 : Les Pirates - éditeur : Paris : Épigones -  (ISBN 2-7366-4608-8)
- 1995 : La Montagne noire - éditeur : Paris : Épigones -  (ISBN 2-7366-4609-6)
- 1996 : Secret d'Afrique - éditeur : Montréal : La Courte échelle -  (ISBN 2-89021-248-3)
- 1996 : Les Chevaux enchantés - éditeur : Montréal : La Courte échelle -  (ISBN 2-89021-221-1)
- 1996 : Le Caméléon - éditeur : Éditions la Courte échelle -  (ISBN 2890210723)
- 1997 : La Malédiction des opales - éditeur : Éditions la Courte échelle -  (ISBN 2-89021-280-7)
- 1998 : Les collégiens mènent l'enquête - éditeur : Éditions Pocket -  (ISBN 2-266-07543-8)
- 1998 : Vol du siècle - éditeur : Éditions la Courte échelle -  (ISBN 2890211606)
- 2000 : La Disparition de Baffuto - éditeur : Éditions la Courte échelle -  (ISBN 2-89021-392-7)
- 2001 : Le Complot - éditeur : Éditions la Courte échelle -  (ISBN 2-89021-471-0) - (Prix Alvine-Bélisle)

#### Autres romans
- 1983 : Coups de foudre - éditeur : Montréal : Les Quinze -  (ISBN 2890263150)
- 1998 : Les Neuf Vies d'Edward - éditeur : Paris : Éditions Denoël -  (ISBN 978-2207246931)
- 2002 : Les Quatre Saisons de Violetta - éditeur : Paris : Éditions Denoël -  (ISBN 2-207-25377-5)
- 2004 : Pense-Bêtes - éditeur : Montréal : Éditions Les 400 coups -  (ISBN 2-89540-197-7)
- 2005 : Rouge secret - éditeur : Saint-Laurent : Québec loisirs -  (ISBN 2-89430-729-2)
- 2006 : Couleur Champagne - éditeur : Montréal : Flammarion -  (ISBN 978-2-89077-316-5)
- 2007 : Zone grise - éditeur : Montréal : Boréal -  (ISBN 978-2-7646-0528-8)
- 2018 : Chambre 1002 - éditeur : Druide -  (ISBN 978-2-89711-435-0) Et Ramsay pour l'édition française -  (ISBN 978-2-81220-159-2)
- 2021 : Sa parole contre la mienne - éditeur : Druide -  (ISBN 978-2-89711-571-5)

### Autres publications
- 2010 : Carnets de Paris, aquarelles de Jean-Guy Meunier - Montréal : Éditions Les heures bleues -  (ISBN 978-2-922265-75-0)
- 2014 : Sur la piste de Maud Graham: Promenades & Gourmandises - Montréal : Parfum d'encre -  (ISBN 978-2-92425-105-8)
- 2020 : Ponts- Collectif sous la direction de Chrystine Brouillet, nouvelles inspirées des œuvres de James Kennedy - éditeur : Druide  (ISBN 978-2-89711-505-0)

## Adaptations
- 2002 : Le Collectionneur, film québécois réalisé par Jean Beaudin, d'après le roman éponyme, avec Maude Guérin dans le rôle de Maud Graham, Luc Picard et Lawrence Arcouette
- 2010 : Good Neighbours (en français : Notre-Dame-de-Grâces), film canadien réalisé par Jacob Tierney, d'après le roman Chère voisine avec Jay Baruchel, Scott Speedman et Xavier Dolan

### Sources
- Claude Mesplède, Dictionnaire des littératures policières, vol. 1 : A - I, Nantes, Joseph K, coll. « Temps noir », 2007, 1054 p. (ISBN 978-2-910-68644-4, OCLC 315873251), p. 306.
- Biographie et bibliographie de l'auteur sur le site de l'Union des écrivains du Québec